# Liegi-Bastogne-Liegi 2002
La Liegi-Bastogne-Liegi 2002, ottantottesima edizione della corsa, valida come prova della Coppa del mondo di ciclismo su strada 2002, fu disputata il 21 aprile 2002 per un percorso di 258 km. Fu vinta dall'italiano Paolo Bettini, al traguardo in 6h39'44" alla media di 38.726 km/h.
Dei 195 corridori alla partenza furono in 125 a portare a termine la gara.

## Squadre partecipanti
| N.      | Cod. | Squadra                          |
| ------- | ---- | -------------------------------- |
| 1-8     | DFF  | Domo-Farm Frites                 |
| 11-18   | LOT  | Lotto-Adecco                     |
| 21-28   | MAP  | Mapei-Quick Step                 |
| 31-38   | COA  | Team Coast                       |
| 41-48   | COF  | Cofidis, le Crédit par Téléphone |
| 51-58   | LAM  | Lampre-Daikin                    |
| 61-68   | RAB  | Rabobank                         |
| 71-78   | TEL  | Team Telekom                     |
| 81-88   | TAC  | Tacconi Sport-Emmegi             |
| 91-98   | CST  | CSC-Tiscali                      |
| 101-108 | USP  | US Postal Service                |
| 111-118 | EUS  | Euskaltel-Euskadi                |
| 121-128 | FAS  | Fassa Bortolo                    |

| N.      | Cod. | Squadra                 |
| ------- | ---- | ----------------------- |
| 131-138 | C.A  | Crédit Agricole         |
| 141-148 | BAN  | iBanesto.com            |
| 151-158 | PHO  | Phonak Hearing Systems  |
| 161-168 | ONE  | ONCE-Eroski             |
| 171-178 | SAE  | Saeco-Longoni Sport     |
| 181-188 | GST  | Gerolsteiner            |
| 191-198 | DEL  | Jean Delatour           |
| 201-208 | KEL  | Kelme-Costa Blanca      |
| 211-218 | BJR  | Bonjour                 |
| 221-228 | MER  | Mercatone Uno           |
| 231-238 | LAN  | Landbouwkrediet-Colnago |
| 241-248 | PAL  | Palmans-Collstrop       |

## Ordine d'arrivo (Top 10)
| Pos. | Corridore            | Squadra       | Tempo    |
| ---- | -------------------- | ------------- | -------- |
| 1    | Paolo Bettini        | Mapei         | 6h39'44" |
| 2    | Stefano Garzelli     | Mapei         | s.t.     |
| 3    | Ivan Basso           | Fassa Bortolo | a 15"    |
| 4    | Mirko Celestino      | Saeco         | a 23"    |
| 5    | Massimo Codol        | Lampre-Daikin | a 28"    |
| 6    | Matthias Kessler     | Telekom       | a 35"    |
| 7    | Peter Van Petegem    | Lotto-Adecco  | a 1'03"  |
| 8    | Francesco Casagrande | Fassa Bortolo | s.t.     |
| 9    | Davide Rebellin      | Gerolsteiner  | s.t.     |
| 10   | Aleksandr Vinokurov  | Telekom       | s.t.     |